# キシュクンハラシュ - キシュクンフェーレジハーザ線
キシュクンハラシュ - キシュクンフェーレジハーザ線（ハンガリー語: Kiskunhalas–Kiskunfélegyháza-vasútvonal）は、ハンガリー国鉄の鉄道線の名称である。路線番号は155。

## 運行形態[1]

### 快速「インターレギオ」(IR)
バヤ - キシュクンハラシュ - キシュクンフェーレジハーザ - ケチケメート間に、2時間に1本の運行。各駅に停車する。キシュクンハラシュ以西は154号線に、キシュクンフェーレジハーザ以東は140号線に直通する。
2022年度以前は平日の一日1往復が、2024年9月のダイヤ改正以前は平日の西行一日1本が、普通列車として運行していた。

## 駅一覧
以下では、ハンガリー国鉄155号線の駅と営業キロ、停車列車、接続路線などを一覧表で示す。
- 種別
  - IR：快速
- 停車駅
  - ■印：全列車停車

| 路線名 | 駅名                         | 駅間営業キロ | 累計営業キロ | IR | 接続路線                                                                                   | 所在地               | 所在地                       |
| ------ | ---------------------------- | ------------ | ------------ | -- | ------------------------------------------------------------------------------------------ | -------------------- | ---------------------------- |
| 155    | キシュクンハラシュ駅         |              | 0            | ■  | 150号線（ベオグラード方面、ブダペスト方面） 154号線（バヤ方面）                            | バーチ・キシュクン県 | キシュクンハラシュ郡         |
| 155    | ハルカケテニ駅               | 9            | 9            | ■  |                                                                                            | バーチ・キシュクン県 | キシュクンハラシュ郡         |
| 155    | タヨー駅                     | 4            | 13           | ■  |                                                                                            | バーチ・キシュクン県 | キシュクンマイシャ郡         |
| 155    | キシュクンマイシャ駅         | 7            | 20           | ■  |                                                                                            | バーチ・キシュクン県 | キシュクンマイシャ郡         |
| 155    | ヤースセントラースロー駅     | 8            | 28           | ■  |                                                                                            | バーチ・キシュクン県 | キシュクンマイシャ郡         |
| 155    | ガランボシュ駅               | 8            | 36           | ■  |                                                                                            | バーチ・キシュクン県 | キシュクンフェーレジハーザ郡 |
| 155    | キシュクンフェーレジハーザ駅 | 10           | 46           | ■  | 140号線（セゲド方面、ブダペスト方面） 146号線（ラキテレク方面）、147号線（センテシュ方面） | バーチ・キシュクン県 | キシュクンフェーレジハーザ郡 |